# Per Carlén
Per Carlén, švedski rokometaš, * 19. november 1960.
Leta 1988 je na poletnih olimpijskih igrah v Seulu v sestavi švedske rokometne reprezentance osvojil 5. mesto.
Čez štiri in osem let pa je z isto reprezentanco osvojil srebrno medaljo.